# 언주출장소
언주출장소(彦州出張所)는 옛 경기도 광주군 언주면이 1963년에 서울특별시에 편입되며 설치되었던 출장소이다.  현재의 서울특별시 서초구 염곡동, 내곡동 및 신원동 일대와 강남구 대부분(일원동, 수서동 등 제외)을 관할하고 있었다.당시 옛 부리도는 삼성동에 속하여 현재의 잠실동 일부도 포함된다.

## 연혁
- 1962년 12월 12일 경기도 광주군 언주면이 서울특별시 성동구로 편입되었다.[1]
- 1963년 1월 1일 언주출장소를 설치하였다.[2]
- 도곡동(道谷洞)-역삼동·도곡동(양재리의 독골 마을을 분동)·포이동·개포동
- 사평동(砂坪洞)-논현동·신사동·학동·압구정동
- 수도동(修道洞)-청담동·삼성동·대치동
- 탑곡동(塔谷洞)-염곡동·내곡동·신원동
- 1970년 5월 18일 : 행정동명을 개정하였다.
- 1973년 7월 1일 : 신동출장소 지역이 성동구에 편입되면서,[3] 신동·언주 출장소와 송파출장소의 탄천 이서 지역 (옛 대왕면 지역), 잠실·신천동을 통합해 영동출장소를 설치하였다.[4]

## 같이 보기
- 언주면
- 언주역
- 구룡역
- 강남구
- 서초구